# Улавяне на движение
Улавянето на движение (на английски: Motion capture) е процесът на записването на движение на хора и предмети. Използва се от военните, индустриите за развлечение, спорта, медицината и за проверка на компютърното зрение и при роботите. В кинематографията и производството на видеоигри процесът улавя движението на хора-актьори и използва информацията за анимация на двумерни и тримерни цифрови модели на герои.
Тази технология ускорява разработването на скелетна анимация и даваща значително ниво на реализъм. Първоначално се появява като инструмент за фотограметричен анализ и изследвания в областта на биомеханиката през седемдесетте и осемдесетте години на двадесети век и се развива в образованието, тренировките, спорта, и в компютърната анимация за киното и видео игрите. В близост до всяка става изпълнителят носи сензори, идентифициращи движението чрез местонахождението или ъглите между сензорите. Използват се звукови, инертни, светодиодни, магнитни или отразителни сензори, или комбинации от изброените, като се следят с подходяща скорост и данните се записват. Оптималната скорост е поне два пъти по-висока от темпото на желаното движение. Компютър записва местонахождението, ъгъла, скоростта, ускорението и импулсите, осигуряващи прецизно цифрово пресъздаване на движенията.
В развлекателната индустрия това би могло да намали цената на анимацията (например на видео игрите). Технологията за улавяне на движения спестява време и създава по-естествени движения от обикновената анимация, но е ограничена само до движения, които са анатомично възможни. Някои приложения изискват допълнителни екстремни и невъзможни движения, като например на анимирани герои по бойни изкуства или нереално разтягане, но те не са възможни или са трудно изпълними от реални актьори и затова се възпроизвеждат по друг начин.